# 전력매입법
전력매입법은 독일의 환경 관련 법률이다. 1990년에 입법되어 1991년부터 시행되었다. 2000년부터 재생에너지법이 시행되었다.

## 같이 보기
- 독일의 환경정책